# Phyllotis xanthopygus
Phyllotis xanthopygus is een zoogdier uit de familie van de Cricetidae. De wetenschappelijke naam van de soort werd voor het eerst geldig gepubliceerd door Waterhouse in 1837.

## Voorkomen
De soort komt voor in Peru, Bolivia, Argentinië en Chili.